# Anna Blomberg (fotograf)
Anna Elisabeth Blomberg, född 5 augusti 1880 i Esbo, död 9 juni 1947  i Borgå, Finland, var en finländsk fotograf och innehavare av egen fotoateljé i Borgå 1911–1942. Blomberg fotograferade på 1920- och 1930-talen exteriörer och interiörer i Johan Ludvig Runebergs och Fredrika Runebergs hem i Borgå. Hon var gift med mekanikern Otto W. Blomberg och tillsammans fick de barnen Gunnel Blomberg och fotografen Karin Nyblin (f. 1908).

## Biografi
Anna Blomberg arbetade i Eric Sundström Fotografisk Atelier i Helsingfors 1905–1911. När Sundström vistades i Sverige 1907–1911 ansvarade Blomberg för ateljéns verksamhet. År 1911 öppnade hon egen ateljé i Borgå. Ateljén verkade på Hörngränd 5 1911–1916 och på Runebergsgatan 33 1916–1966. Fram till 1942 var Blomberg ensam ägare till sin ateljé. År 1942 blev fotograferna Ethel Rikberg och Annie Grefberg delägare.
Anna Blombergs fotografier finns bl.a. i Museiverkets historiska bildarkiv (17 porträtt), Borgå museum (personporträtt och landskap) och Svenska litteratursällskapets arkiv. Samlingen Fotografier från Anna Blombergs fotoateljé i Borgå (1930) i Svenska litteratursällskapets arkiv består av fotograferade tidigare fotografier av J.L. och Fredrika Runeberg och deras krets samt interiörer och exteriörer av Runebergs hem. Fotografiserien är tagen i början av 1930-talet och består av glas- och nitratnegativ.